# Разряд на поверхностной волне
Разряд на поверхностной волне, англ. Surface-wave-sustained plasmas (SWP) — форма газового разряда, возбуждаемого поверхностными электромагнитными волнами. Поверхностные электромагнитные волны, распространяющиеся вдоль границы плазмы могут ей эффективно поглощаться, поддерживая таким образом разряд. Разряд на поверхностной волне позволяет получать однородную плазму в объёме, поперечные размеры которых превосходят несколько длин волн возбуждающего излучения. Разряд на поверхностной волне не следует путать с СВЧ разрядом на поверхности диэлектрика.

## История изучения
Поверхностные электромагнитные волны, имеющие сильные поля только вблизи границы плазмы, были теоретически описаны в работах 1958 и 1959 годов. Мойсен и его группа из Монреальского университета изучили различные конфигурации разрядной системы при большой мощности в широком диапазоне частот (от 1 МГц до 10 ГГц), диаметр разрядного объёма до 150 мм, хотя чаще всего был использован диапазон размеров от 30 до 100 мм. Простейшие из источников работали без внешнего магнитного поля.

## Физические принципы
Длительное время источники плазмы на основе сверхвысокочастотного разряда без магнитного поля считались неподходящими для создания плазмы высокой плотности. Объёмные электромагнитные волны не могут распространяться в плазме с плотностью, большей критической. Волна отражается на поверхности плазмы, благодаря скин-эффекту и становится затухающей. Глубина проникновения соответствует глубине скин-слоя {\displaystyle \delta }, который можно приблизительно записать как
{\displaystyle \delta \simeq c\,{\big /}{\sqrt {\omega _{p_{e}}^{2}-\omega ^{2}}}.}
Однако, несмотря на то, что скин-эффект препятствует попыткам передать энергию в плазму «поперёк», отличная от нуля глубина скин-слоя позволяет воспользоваться проводимостью плазмы для распространения волны «вдоль» её границы. Энергия волны в таком случае передаётся в плазму за счёт затухающей поверхностной волны, которая экспоненциально затухает в направлении перпендикулярно её поверхности. Такой механизм позволяет создавать плазму сверхкритической плотности. Более того, для распространения поверхностной волны принципиально необходимо, чтобы плотность плазмы была выше критической, определяемой выражением:
{\displaystyle n_{c}={\frac {\varepsilon _{o}\,m_{e}}{e^{2}}}\,\omega ^{2}}.

## Практическая реализация
Для практической реализации этого вида разряда в разрядный объём помещают диэлектрик, устойчивый к воздействию плазмы (называемый, также, диэлектрической антенной), с одного торца которого находится волновод, по которому осуществляют подачу СВЧ мощности. СВЧ волна, выходя из волновода в разрядный объём, вызывает в нём СВЧ пробой, приводящий к образованию плазмы. Когда плотность плазмы достигает критической для данной частоты, создаются условия для распространения поверхностной волны, которая переносит энергию вдоль диэлектрика, обеспечивая ионизацию. Возникает самоподдерживающийся плазменный волновод, роль проводящих стенок, которого выполняет плазма. В связи с тем, что проводимость плазмы существенно меньше проводимости металла, эти «стенки» имеют относительно большое сопротивление, и индуцированный в них ток передаёт мощность электромагнитной волны плазме.

## Промышленное применение
В настоящее время на рынке отсутствуют технологические установки, использующие источники плазмы на разряде на поверхностных волнах. Источники этого типа уступают таковым с индуктивно-связанной плазмой по таким основополагающим параметрам, как практически достижимая плотность плазмы и однородность её распределения по зоне обработки.
Для получения больших плотностей источники необходимо использовать частоты СВЧ диапазона 1..10 ГГц. Для практических применений наиболее теоретически и экспериментально изученная цилиндрическая конфигурация разряда в большинстве случаев непригодна в связи с принципиальной необходимостью выполнения условия {\displaystyle l>>R}, что не даёт возможности достигнуть требуемой однородности плотности плазмы. В связи с этим, проявляется особый интерес также и к системам с плоской геометрией.